# بوبي دريسكول
روبرت كليتوس «بوبي» دريسكول (بالإنجليزية: Bobby Driscoll)‏ (3 مارس 1937 في سيدار رابيدز، آيوا - 30 مارس 1968 في مانهاتن، مدينة نيويورك) هو ممثل طفل أمريكي عرف بمجموعة كبيرة من عروض السينما والتلفزيون من عام 1943 إلى 1960. وقد لعب دور البطولة في بعض أفلام استوديوهات والت ديزني الشعبية في تلك الفترة، مثل أغنية الجنوب (1946)، عزيز على قلبي (1948)، جزيرة الكنز (1950). كما كان النموذج للشخصية الرئيسية في فيلم الرسوم المتحركة في بيتر بان (1953) وقدم صوت بيتر بان في الفيلم. وحصل على جائزة الأوسكار للناشئين في عام 1950 عن أدائه المتميز في الأفلام الروائية لعام 1949، وذلك لأدواره في فيلم عزيز على قلبي وفيلم النافذة، وكلاهما صدر في عام 1949.
بدأت مسيرة دريسكول تتراجع في منتصف الخمسينات، وأصبح يظهر في أدوار شرفية على المختارات التلفزيونية. وأصبح مدمنا على المخدرات وحكم عليه بالسجن بسبب تعاطيه. وبعد إطلاق سراحه، ركز اهتمامه على الفن الطليعي. تدهورت صحته بسبب تعاطي المخدرات، واستنفد كل أمواله، وتوفي في عام 1968 في مبنى مهجور وحيدا وفقيرا، وذلك بعد أقل من شهر من عيد ميلاده الحادي والثلاثين.

## بدايات حياته
ولد روبرت كليتوس دريسكول في سيدار رابيدز في ولاية آيوا، الطفل الوحيد لكليتوس (1901-1969)، وهو بائع عازلات حرارية، وإيزابيل (اسمها قبل الزواج كراتز؛ 1897-1972)، وهي مدرسة سابقة. انتقلت العائلة إلى دي موين عاصمة الولاية بعد فترة وجيزة من ولادتها، حيث بقت هناك حتى أوائل عام 1943. انتقلت العائلة إلى لوس أنجلس عندما نصح الطبيب الأب بالانتقال إلى كاليفورنيا لأنه كان يعاني من آثار عمله مع الأسبستوس.
تم تشجيع آل دريسكول على إدخال بوبي في الأفلام. وتمكن ابن حلاق الأسرة، وهو ممثل، من تأمين تجربة أداء فيإم جي إم لدور بسيط في الدراما العائلية «الملاك المفقود» عام 1943 من بطولة مارغريت أوبراين. ويقال أن بوبي ذو الخمس سنوات كان يتجول في الاستوديو عندما لاحظ سفينة وهمية وسأل أين مكان الماء. أعجب المخرج بفضول الصبي وذكائه واختاره من بين أكثر من 40 متقدما.

## الأعمال
- أغنية الجنوب
- جزيرة الكنز
- الزمن السعيد
- بيتر بان

## روابط خارجية
- بوبي دريسكول على موقع IMDb (الإنجليزية)
- بوبي دريسكول على موقع الموسوعة البريطانية (الإنجليزية)
- بوبي دريسكول على موقع ألو سيني (الفرنسية)
- بوبي دريسكول على موقع ميوزك برينز (الإنجليزية)
- بوبي دريسكول على موقع أول موفي (الإنجليزية)
- بوبي دريسكول على موقع قاعدة بيانات الأفلام السويدية (السويدية)
- بوبي دريسكول على موقع إن إن دي بي (الإنجليزية)
- بوبي دريسكول على موقع ديسكوغز (الإنجليزية)
- بوبي دريسكول على موقع قاعدة بيانات الفيلم (الإنجليزية)
- بوبي دريسكول على موقع كينوبويسك (الروسية)